# 蜱传疾病
蜱传疾病是指由真蜱目昆蟲叮咬後引起的疾病。 真蜱目昆蟲攜帶多种病原体，例如立克次体和其他类型的细菌、病毒和原生动物。  宿主被真蜱目昆蟲叮咬後就會被這些病原體感染 。全世界约80%的牛都受到蜱传疾病影响。 